# St. Michael (Thüngersheim)

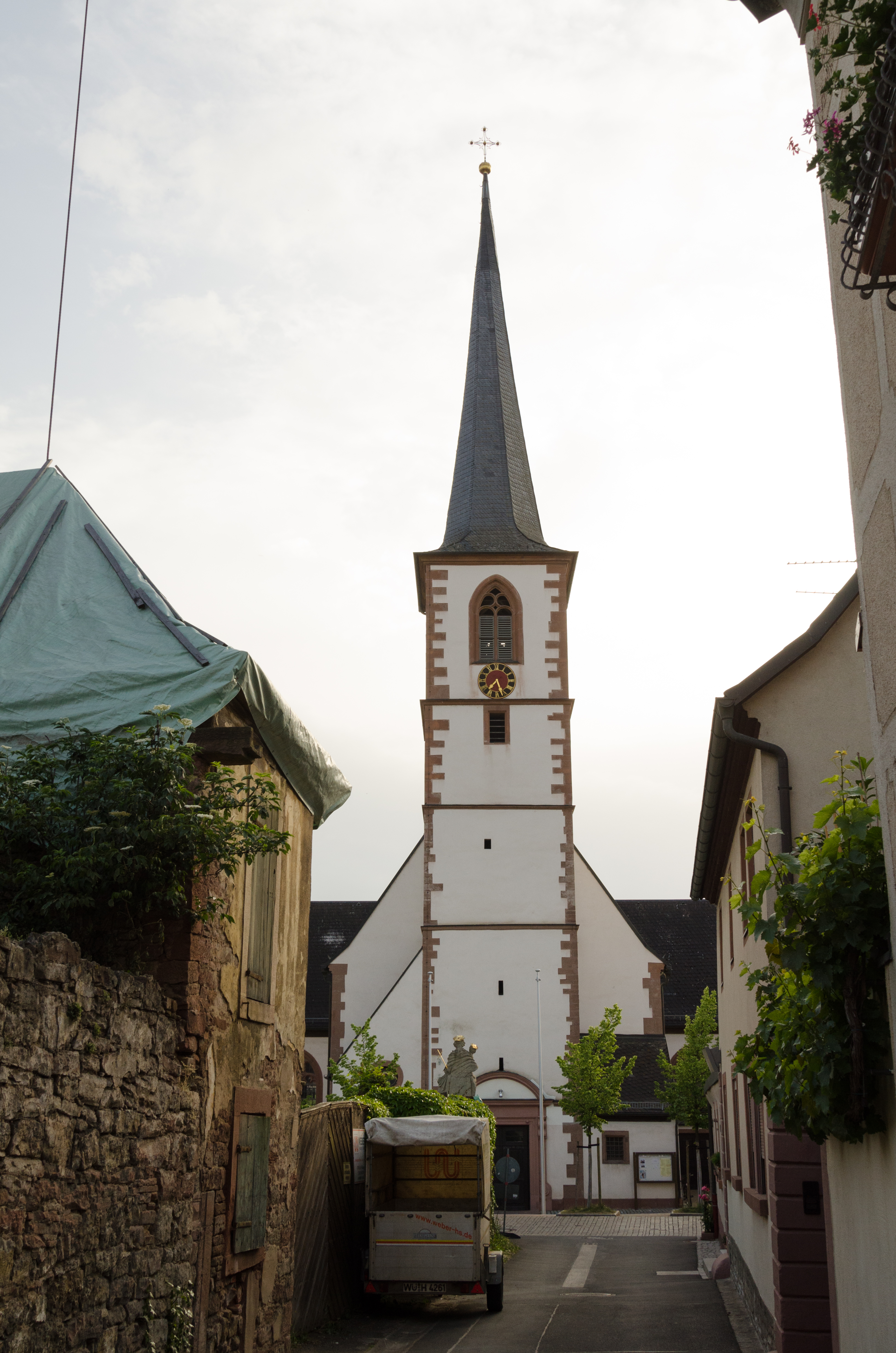
St. Michael (Thüngersheim)

Die römisch-katholische, denkmalgeschützte Pfarrkirche St. Michael steht in Thüngersheim, einer Gemeinde im Landkreis Würzburg (Unterfranken, Bayern). Die Kirche ist unter der Denkmalnummer D-6-79-194-2 als Baudenkmal in der Bayerischen Denkmalliste eingetragen. Die Pfarrei gehört zur Pfarreiengemeinschaft Güntersleben – Thüngersheim im Dekanat Würzburg rechts des Mains des Bistums Würzburg.

## Beschreibung
Die unteren Geschosse des Kirchturms im Osten des 1593–1603 gebauten Langhauses stammen aus dem 13. Jahrhundert. Mit dem Bau des Langhauses wurde der Kirchturm zum Julius-Echter-Turm erweitert, indem er aufgestockt und mit einem achtseitigen, schiefergedeckten Knickhelm bedeckt wurde. Sein oberstes Geschoss beherbergt die Turmuhr und den Glockenstuhl, in dem fünf Kirchenglocken hängen. Der eingezogene Chor, der innen mit einem Kreuzrippengewölbe überspannt ist, wurde 1696 im Westen des Langhauses angefügt. Die Kanzel wurde 1605 gebaut, ihr Schalldeckel wurde erst am Anfang des 18. Jahrhunderts hinzugefügt. Zur Kirchenausstattung gehören ferner das Taufbecken von 1590 und der 1687 gebaute Hochaltar. Das Chorgestühl von 1751 blieb erhalten. 1979/80 wurde die Saalkirche durch Einfügen eines Querschiffes zur Kreuzkirche erweitert. 